# Marcus Thomsen
Marcus Thomsen (né le 7 janvier 1998 à Voss) est un athlète norvégien, spécialiste du lancer du poids.

## Biographie
En juin 2017, il porte son record pour le poids de 6 kg à 21.32 m à Haderslev.
En juillet 2017, il lance le poids de 6 kg à 21.36 m, soit la meilleure performance mondiale junior, pour remporter le titre européen junior à Grosseto.
Il remporte la Coupe d'Europe des lancers 2018 à Leiria, dans la catégorie espoirs.

## Palmarès
| Date | Compétition                    | Lieu      | Résultat | Marque  |
| ---- | ------------------------------ | --------- | -------- | ------- |
| 2015 | Championnats du monde cadets   | Cali      | 11e      | 19,16 m |
| 2016 | Championnats du monde juniors  | Bydgoszcz | 9e       | 19,39 m |
| 2017 | Championnats d'Europe juniors  | Grosseto  | 1er      | 21,36 m |
| 2018 | Coupe d'Europe des lancers     | Leiria    | 1er      | 19,61 m |
| 2021 | Championnats d'Europe en salle | Toruń     | 7e       | 20,28 m |
| 2022 | Coupe d'Europe des lancers     | Leiria    | 3e       | 20,63 m |
| 2022 | Championnats du monde          | Eugene    | 10e      | 20,66 m |
| 2024 | Jeux olympiques                | Paris     | 9e       | 20,67 m |

## Records
| Épreuve         | Temps   | Lieu  | Date             |
| --------------- | ------- | ----- | ---------------- |
| Lancer du poids | 21,09 m | Växjö | 1er février 2021 |